# Shed Skin Papa
Pour plus de détails, voir Fiche technique et Distribution.
Shed Skin Papa (脫皮爸爸, Tyut pei ba ba) est une comédie dramatique hongkongaise co-écrite et réalisée par Roy Szeto et sortie en 2018 à Hong Kong. C'est l’adaptation de la pièce de théâtre japonaise Nukegara de Norihiko Tsukada.
Il raconte l'histoire d'un réalisateur lessivé et criblé de dettes qui doit s'occuper de son père de 79 ans atteint de démence (Francis Ng) qui s'enlève une couche une peau chaque jour pour retrouver sa jeunesse. Shed Skin Papa est projeté en avant-première au 29e Festival international du film de Tokyo le 26 octobre 2016 où il est en compétition pour le Grand Prix,.

## Synopsis
Tin Lik-hang (Louis Koo), un réalisateur lessivé, traverse une période de crises dans sa vie. Sa mère est récemment décédée, sa société de cinéma est en faillite et endettée, et sa femme veut divorcer. D'un autre côté, il doit maintenant prendre s'occuper de son père de 79 ans atteint de démence, Yat-Hung (Francis Ng). Au milieu de la misérable situation de Lik-hang, Yat-hung commence soudainement à s'enlever une couche de peau chaque jour comme une cigale, lui faisant à chaque fois paraître dix ans plus jeune, de 60 à 52 à 37 à 28 à 19 ans. S'approchant du même âge que son fils, ils s'attachent à un stade de football où ils passaient leurs week-ends. Yat-hung aide même son fils à faire peur à ses créanciers qui frappent à sa porte et séduit la femme de Lik-hang et sa maîtresse. Au travers des six étapes de la vie de Yat-hung, Lik-hang, qui ne s'est jamais sérieusement entendu avec son père,  voyage dans les six époques de la vie de son père et finit par comprendre qu'il avait fait de son mieux pour améliorer la vie de sa famille. Lik-hang a également l'occasion de prendre un dernier repas avec sa mère, avant de revenir à la réalité et de retrouver l'envie de relancer sa carrière et son mariage après avoir découvert les événements vécus par son père.

## Fiche technique
- Titre original : 脫皮爸爸
- Titre international : Shed Skin Papa
- Réalisation : Adrian Kwan
- Scénario : Norihiko Tsukuda et Roy Szeto
- Photographie : Chow Kei-sheung et Wong Po-man
- Montage : Wong Hoi et Azrael Chung
- Musique : Leon Ko
- Production : Julia Chu
- Société de production : Magilm Pictures, Dadi Century (Pékin), Imagine.Nation Pictures, Monster Pictures, Shaw Brothers Pictures International, Sichuan Yinji Entertainment and Media, With You Film Production & Investment, Ray Consulting (Pékin) et Golden Gate Productions
- Société de distribution : Intercontinental Film Distributors (Hong Kong) et Golden Network Asia (monde)[4]
- Pays d'origine :  Hong Kong
- Langue originale : cantonais
- Format : couleur
- Genre : comédie dramatique
- Durée : 101 minutes
- Dates de sortie :
  -  Hong Kong : 10 mai 2018
  -  États-Unis : 23 mars 2018

## Distribution
- Francis Ng : Tin Yat-hung
- Louis Koo : Tin Lik-hang
- Kristal Tin (en) : Yam Sa-sa
- Jacky Cai : Chuk Lai-wah
- Jessie Li (en) : Choi Chi-miu
- Power Chan (en) : Frankie
- Chen Kuan-tai : Frère Tai

## Production
Pour préparer son rôle du père de Louis Koo, Francis Ng lui a demandé à rencontrer son vrai père et a pris un repas avec Koo et son père pour observer leur relation et l'imiter dans son jeu d'acteur,. Ng, dont l'âge du rôle s'étend de la jeunesse à la vieillesse, n'était initialement intéressé que par les scènes proches de son âge, mais le réalisateur Roy Szeto l'a persuadé de jouer toutes les versions d'âge du rôle.

## Prix et nominations
| Cérémonie                                   | Catégorie        | Récipiendaire  | Issue      |
| ------------------------------------------- | ---------------- | -------------- | ---------- |
| 29e Festival international du film de Tokyo | Tokyo Grand Prix | Shed Skin Papa | Nomination |
| 36e cérémonie des Hong Kong Film Awards     | Meilleur acteur  | Francis Ng     | Nomination |